# Medina, New York
Medina är en administrativ enhet, en village, i de båda städerna Shelby och Ridgeway i Orleans County, New York.

Medina i Orleans County, New York

De första bosättarna kom till området 1813 och fler flyttade in när Eriekanalen drogs genom orten. I orten fanns också kvarnar vid Oak Orchard Creek. 1832 bildade Medina en village, en slags kommun skild från Shelby och Ridgeway. Orten är också känd för sin sandsten.

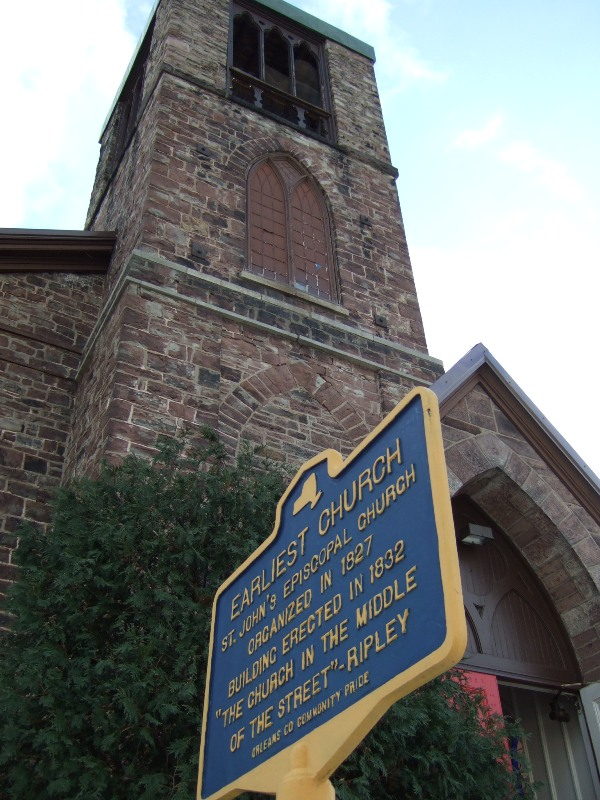
Kyrka byggd i den lokala sandstenen.